# Rein Raamat
Rein Raamat (Türi, 20 marzo 1931) è un regista e sceneggiatore estone di animazione.
È stato il primo regista estone d'animazione ad avere avuto successo a livello internazionale, e insieme a Elbert Tuganov, è considerato il padre dell'animazione estone.

## Biografia
Raamat nacque a Türi. Si diplomò all'Istituto d'arte Estone nel 1957 come pittore e fra il 1957 e il 1971 lavorò come regista e disegnatore in lungometraggi ambientati a Tallinn. Nel 1971 fondò il suo studio di animazione, Joonisfilm, una divisione della Tallinnfilm studio, cominciando a distribuire film propri. Dal 1989 al 1995 è stato direttore artistico dello Studio B (da lui fondato), nel quale aveva assunto circa 120 impiegati.
Fra i suoi lavori si ricorda Põrgu, distribuito nel 1983 e basato sui disegni del pittore estone degli anni '30 Eduard Wiiralt.
Dai primi anni '90 ha collaborato a diversi documentari ambientati in Estonia.
Oltre ai numerosi cortometraggi di animazione diretti dai primi anni '70, ha realizzato più di venti documentari.

## Filmografia parziale
- Veekandja – cortometraggio (1972)
- Vari ja tee – cortometraggio (1972)
- Lend – cortometraggio (1973)
- Kilplased – cortometraggio (1974)
- Värvilind – cortometraggio (1974)
- Rüblik – cortometraggio (1975)
- Kütt – cortometraggio (1976)
- Antennid jääs – cortometraggio (1977)
- Põld – cortometraggio (1978)
- Kas on ikka rasvane? – cortometraggio (1978)
- Suur Tõll – cortometraggio (1980)
- Põrgu – cortometraggio (1983)
- Kerjus – cortometraggio (1985)